# Gerhard Acktun
Gerhard Acktun (* 31. Dezember 1955 in München) ist ein deutscher Schauspieler und Synchronsprecher.

## Leben
Gerhard Acktuns Vater stammte aus Königsberg. In München betrieben sie in den 1950er-Jahren eine Gaststätte, in der viele Persönlichkeiten aus der Filmbranche gastierten, so dass Acktun früh mit der Schauspielerei in Berührung kam. 1964 machte Gerhard Acktun an der Seite von Götz George seine erste Theatertournee mit dem Stück „Alle meine Söhne“. Es folgten erste Schritte in der Synchron-Branche und ab Ende der 1960er Jahre erste kleinere Filmrollen als Kinderdarsteller, unter anderem an der Seite von Hansi Kraus, Uschi Glas in zwei Filmen, der Die Lümmel von der ersten Bank-Filmreihe und in der Komödie Unser Doktor ist der Beste mit Roy Black.
1970 machte er mit dem Stück Es geht auch ohne Geld an der Seite von Hans-Joachim Kulenkampff eine weitere Theatertournee. 1974 übernahm er eine Rolle in dem Film Der Räuber Hotzenplotz mit Gert Fröbe. Mitte der 1970er-Jahre ging er an das Theater für den Kanton Zürich in die Schweiz.
Ende der 1970er-Jahre ging er nach Frankreich. 1980 spielte er den Andrea Benedetto, den totgeglaubten Sohn von Hermine Danglas (Christine Kaufmann) und Gérard de Villefort (Jean-François Poron), der in Der Graf von Monte Christo von Edmond Dantès (Jacques Weber) für seine Rache instrumentalisiert wird.
Seit den frühen 1980er-Jahren ist Gerhard Acktun in Fernsehproduktionen zu sehen. Im Jahr 2008 gründete er den Hörbuchverlag Alogino, der sich auf bayerische Hörspiele spezialisiert hat.

## Filmografie (Auswahl)

### Kinofilme
- 1968: Immer Ärger mit den Paukern
- 1969: Unser Doktor ist der Beste
- 1969: Die Lümmel von der ersten Bank – Pepe, der Paukerschreck
- 1971: Die Lümmel von der ersten Bank – Morgen fällt die Schule aus
- 1974: Der Räuber Hotzenplotz
- 1976: Das Brot des Bäckers
- 1976: Unordnung und frühes Leid
- 1981: Wer spinnt denn da, Herr Doktor?
- 1983: Randale
- 1985: Dormine
- 2014: Warum Siegfried Teitelbaum sterben musste

### Fernsehen
- 1965: Die Pfingstorgel
- 1970: Der Komödienstadel: Der Ehrengast
- 1972: Der Kommissar (Fernsehserie, Folge 4x05)
- 1974: Unter Ausschluß der Öffentlichkeit (Fernsehreihe)
- 1974: Im Vorhof der Wahrheit
- 1975: Der Wohltäter
- 1976: Weder Tag noch Stunde
- 1977–1983: Polizeiinspektion 1 (Fernsehserie, 3 Folgen)
- 1978–1987: Derrick (Fernsehserie, 3 Folgen)
- 1977: Tatort – Schüsse in der Schonzeit
- 1984–2014: Der Alte (Fernsehserie, 7 Folgen)
- 1986: Tatort – Riedmüller, Vorname Sigi
- 1990: Ein Schloß am Wörthersee (Fernsehserie, 3 Folgen)
- 1991: Löwengrube (Fernsehserie, Folge 2x05)
- 1992–2002: Forsthaus Falkenau (Fernsehserie, 15 Folgen)
- 1993: Rußige Zeiten (Fernsehserie, Folge 1x10)
- 1994: Der Bergdoktor (Fernsehserie, Folge 2x17)
- 1995: Kommissar Rex (Fernsehserie, Folge 2x06)
- 1996: Sylter Geschichten (Fernsehserie, Folge 2x07)
- 1997, 2005: Ein Fall für zwei (Fernsehserie, Folgen 17x06, 25x02)
- 1997–2005: SOKO 5113 (Fernsehserie, 3 Folgen)
- 1998: Am liebsten Marlene (Fernsehserie, 15 Folgen)
- 1999: Tatort – Starkbier
- 2002: Café Meineid (Fernsehserie, Folge 9x07)
- 2002, 2011: Um Himmels Willen (Fernsehserie, Folgen 1x11, 10x08)
- 2002–2011: Die Rosenheim-Cops (Fernsehserie, 3 Folgen)
- 2003: Der Herr der Wüste
- 2006, 2008: Unter Verdacht (Fernsehreihe, Folgen 1x08, 1x12)
- 2006: Utta Danella – Eine Liebe im September
- 2007: Inga Lindström: Vickerby für immer
- 2007: Stadt, Land, Mord! (Fernsehserie, Folge 2x03)
- 2008: Utta Danella – Mit dir die Sterne sehen
- 2012: Frühling für Anfänger
- 2012: Die Garmisch-Cops (Fernsehserie, Folge 1x05)
- 2016: SOKO Kitzbühel (Fernsehserie, Folge 15x02)
- 2016: Lena Lorenz – Geliehenes Glück
- 2018: Dahoam is Dahoam (Soap, 1 Folge)
- 2019: Bergretter (Fernsehserie, Folge 11x06)
- 2019: Lena Lorenz – Außergewöhnlich einzigartig
- 2020: Lena Lorenz – Geliehenes Glück
- 2021: Servus Baby

## Theater
- Theater für den Kanton Zürich: Der Geizige … als La Fleche
- Theater am Einlaß: Don Carlos … als Marquis Posa
- Luisenburg-Festspiele: Was ihr wollt … als Sebastian
- Modernes Theater in München: Bezahlt wird nicht! … als Luigi
- Neue Schaubühne in München: Adam und Eva … als Adam
- Salzachfestspiele 2005: Hexenjagd … als Th. Putnam

## Synchrontätigkeiten
- 1982: Ein Offizier und Gentleman … Tony Plana als Emiliano Della Serra
- 1985: Codename: Emerald … Eric Stoltz als Andy Wheeler
- 1987: Return to Horror High … George Clooney als Oliver
- 1987: Full Metal Jacket … Kevyn Major Howard als Rafterman
- 1991–1993: Die Simpsons (Fernsehserie) … als Mr. Smithers
- 1998: Happiness … Douglas McGrath als Tom
- 1999–2023: Pokémon (Fernsehserie) … als Mauzi
- 2001: Monster Rancher (Fernsehserie) … mehrere Rollen
- 2003: Beyblade (Fernsehserie) … als Kevin Cheng
- 2016–2018: Kevin Can Wait (Fernsehserie, 11 Folgen) … Joe Starr als Enzo

## Hörspiele
- 1979–1985: Die Grandauers und ihre Zeit
- 1986: Hatschipuh
- 2005: Einer gegen alle
- 2005: Kleine Fische (Folge 1: Rumdackln)
- 2006: Kleine Fische (Folge 2: Des neie Radl)
- 2007: Zwicky, der Wolpertinger (Folge 1: Gutti und Spaß haben)
- 2008: Kein Halt in Freimann
- 2009: Viktualienmarkt G’schichtn (Folge 1: Versprochen is versprochen)
- 2010: Viktualienmarkt G’schichtn (Folge 2: Nachtschicht)
- 2015: Der bayrische Watschenbaum
- 2017: Fletcher – Der Richter aus dem Schattenreich
- 2018: Fletcher 2
- 2020: Tage des Schicksals
- 2021: Manni und die Isar Hundebande

## Computer- & Videospiele
- 2002: Dynasty Warriors 3 … als Zhao Yun
- 2003: Dynasty Warriors 4 … als Zhao Yun
- 2004: Samurai Warriors … als Magoichi Saika, Tadakatsu Honda
- 2004: Söldner – Secret Wars
- 2005: Aurora Watching
- 2005: Legend of Kay … als Tak
- 2006: Age of Empires III
- 2007: Clive Barker’s Jericho … als Cpt. Davin Ross
- 2007: Unreal Tournament 3 … als Reaper
- 2008: Rise of the Argonauts … als Jason